# Hanni Beronius
Hanni Beronius (Göteborg, 21 gennaio 1990) è una modella svedese, incoronata Miss Universo Svezia il 26 agosto 2012.
La modella, che è alta un metro e settantaquattro, ha vinto anche il titolo di "Miss Personalità". La Beronius ha rappresentato la Svezia in occasione del concorso di bellezza internazionale Miss Universo 2012 che si è tenuto a Las Vegas, non riuscendo però ad entrare nella semifinale. La Beronius è di padre svedese e di madre per metà persiana, ed è la prima Miss Svezia ad avere origini medio-orientali.